# Yutaka Taniyama
Yutaka Taniyama (japonès: 谷山豊)  (Kisai, 12 de novembre de 1927 - Tòquio, 17 de novembre de 1958) va ser un matemàtic japonès.

## Vida i Obra
Taniyama era fill d'un metge rural en un poble de la prefectura de Saitama, uns cinquanta quilòmetres al nord de Tòquio. Durant la infància va patir una tuberculosi que el va endarrerir en els estudis, però el 1953 es va graduar en matemàtiques a la universitat de Tòquio. A partir de llavors va ser "estudiant especial de recerca" de la universitat. El 1958, Taniyama, que també patia depressions, es va suïcidar quan acabava de complir els trenta-un anys. Un mes després, la seva promesa, Misako Suzuki, també es va suïcidar.
Taniyama és recordat per haver formulat el 1955, en forma de problemes, una conjectura que enllaçava, de forma molt oculta, dues branques allunyades de les matemàtiques: les funcions automorfes i les equacions diofàntiques. Aquesta conjectura, en ser demostrada el 1995 per Andrew Wiles, va rebre el nom de teorema de Taniyama-Shimura, i va tenir un paper crucial en la demostració del darrer teorema de Fermat.